# منزل صالح
منزل صالح (بالفارسية: خانه صالح) هو منزل تاريخي يعود إلى عصر دولة بهلوية، ويقع في طهران.